# Museu de l'Horta d'Almàssera
El Museu de l'Horta de Almàssera es un museo etnológico, inaugurado el 19 de mayo de 1999 que inició su andadura como proyecto museográfico con el que se pretendía recoger el modo de vida agrícola propia de toda la huerta de Valencia ciudad,gracias a la iniciativa colaborativa entre el Ayuntamiento de esta localidad (que es quien lo gestiona) y la Consejería de Agricultura, Pesca y Alimentación de la Generalidad Valenciana.

## Historia
El museo se ubica en un rehabilitado antiguo matadero del siglo XIX situado en la localidad de Almácera, en la comarca de Huerta Norte de Valencia, en el camino del Mar, rodeado por los campos de cultivo.
Se convirtió en museo gracias a la resolución de 16 de febrero de 2000 del consejero de Cultura, Educación y Ciencia, por la que se reconoció el Museo de l’Horta de Almácera como colección museográfica permanente.
El equipo encargado del diseño del proyecto museográfico de la exposición permanente dirigido por el profesor de la Universidad de Valencia Enric Guinot, partiendo de  la idea de preservar de parte del patrimonio etnológico local evitando así su desaparición.
Se concibió como un espacio expositivo con carácter tanto etnológico como botánico, intentando además, ser un espacio de encuentro, de estudio y de reflexión sobre los principales hechos que constituyen y definen nuestra huerta, tratando ámbitos que abarcan desde los oficios, a la gente que vive en la huerta, la transmisión oral, las canciones,  las herramientas o los métodos de trabajo, el sistema hidrológico, la normativización, los cultivos, etc.
En el año 2013 renovó su exposición permanente.
Forma parte de la Red de Museos Etnológicos Locales de la Diputación de Valencia desde la creación de ésta en el año 2017, coordinada por el Museo Valenciano de Etnología.
En el año 2020 se inició el programa «Un Paso Adelante» con el que se pretendía crear una conciencia cultural del valor real y profundo de la huerta, tanto como espacio natural, como patrimonio de todos, ya sean locales o del resto del mundo, además de considerarse como un proyecto necesario para la difusión el conocimiento de los valores tradicionales, combinándolos con la nueva modernidad del siglo XXI; por ello, el programa se prorrogó durante el año 2021. El programa contó con la colaboración del área de cultura de la Diputación y EtnoXarxa Museos Valencianos, que  subvencionó el proyecto con más de 8.000 euros.
El programa además se consideró tanto una forma de promocionar el crecimiento del municipio con criterios de sostenibilidad, al tiempo que proporcionaba un desarrollo turístico sostenible, utilizando las diferentes vertientes que conforman la actividad de la huerta (económica productiva, paisajística, tecnológica y de ingeniería hídrica, gastronómica, lúdica, deportiva, cultural, educacional, medioambiental, investigadora-académica, etc.), y colocando al Museo de l'Horta como impulsor y referente de toda esta actuación.

## Descripción
Dentro del museo se pueden distinguir dos grandes espacios, el estrictamente museístico, el cual se ubica dentro del edificio y que, a su vez está dividido en tres ambientes diferenciados: 
- la cocina: espacio que trata de mostrar la vida cotidiana de nuestros antepasados.
- la sala de exposiciones: en el cual se encuentran las vitrinas con la colección de piezas etnográficas.
- el andén: que constituye un espacio polivalente.

Y un segundo espacio que está constituido por el exterior del terreno y que está formado por los cultivos, los árboles frutales (y desde 2018, plantas mediterráneas) y aromáticas
y el jardín, que además de zona de exposiciones constituye un lugar de esparcimiento para los visitantes.
El museo aparte de su papel cultural, fue concebido con un carácter integrador y polivalente, por ello el espacio se utiliza para otras finalidades distintas a la museística, tales como:
- acontecimientos festivos
- formalizar y festejar matrimonios civiles
- reservorio de plantas aromáticas con diversa funcionalidad
- lugar de esparcimiento y jardín.
- espacio para la realización de diferentes talleres.
- invernadero de plantación al servicio de jardinería.
- madriguera ferial y otros acontecimientos como el Día Internacional del Museo (DIM)

### Espacio museístico
Dentro del espacio museístico se pueden contemplar parte de los fondos de este museo que cuenta  con más de 600 piezas (sólo se exponen alrededor de la mitad de ellas) Dentro del edificio del matadero donde estos fondos, provenientes en su gran mayoría por las donaciones de los habitantes del municipio, se exponen, presenta el espacio distribuido en tres  zonas (que tratan de reproducir el ámbito doméstico y laboral de los agricultores de esta comarca entre finales del siglo XIX y principios de XX): 
- las dos naves laterales. La nave derecha refleja la vida doméstica y en ella destacan cuatro secciones de diferente temática: la cocina, el fuego, la niñez y la religiosidad. Por su parte, la nave izquierda abarca la vida laboral, mostrando herramientas de trabajo y enseres de cultivo.
- el patio central. En él se muestra la típica entrada de las casas de la comarca de considerable entrada central para poder guardar dentro el carro.

Además de estos fondos que se encuentran en el propio museo, parte de su colección está custodiada en el depósito del Museo de Etnología de València en sus instalaciones de Bétera.